# Юсупов, Султан
Султан Юсупов (1918—2004) — киргизский хормейстер и музыкальный педагог. Народный артист Киргизской ССР (1967), Заслуженный деятель искусств Киргизской ССР (1958), профессор (1977).

## Биография
Султан Юсупов родился в 1918 году в селе Белогорка Сокулукского района Чуйской области в крестьянской семье. В 1930 году пошёл в сельскую школу, а с 1935 года проходил обучение в Фрунзенском строительном техникуме.
В 1938 году оставил учёбу в техникуме и устроился на работу артистом хора в Киргизский государственный музыкально-драматический театр (ныне — Киргизский театр оперы и балета имени А. Малдыбаева). В 1940 году он был направлен на учёбу в национальную студию при Московской государственной консерватории им. П. И. Чайковского, которую окончил в 1941 году. Вернувшись в Киргизию, до 1944 года работал артистом хора и ассистентом хормейстера в Киргизском государственном музыкально-драматическом театре (с 1942 года — Киргизский государственный театр оперы и балета).
В 1944 году вновь отправился в Москву и поступил в национальную студию при Московской консерватории. В 1945 году был зачислен на дирижёрско-хоровой факультет Московской консерватории, который окончил в 1950 году (профессора А. Свешников, Г. Соколов, А. Хасанов). Вернувшись на родину, стал главным хормейстером Киргизского государственного театра оперы и балета. С 1954 по 1956 год в должности начальника главного управления по делам искусств Министерства культуры Киргизской ССР. С 1956 по 1970 год вновь был главным хормейстером Киргизского государственного театра оперы и балета, а с 1970 по 1975 год возглавлял этот театр. В 1971 году избирался депутатом Фрунзенского городского Совета депутатов трудящихся.
Султан Юсупов занимался также преподавательской деятельностью. В 1950—1956 годах преподавал хоровое дирижирование во Фрунзенском музыкально-хореографическом училище имени М. Куренкеева. В 1958-1971 годах – доцент кафедры музыки и пения Кыргызского государственного женского педагогического института имени В. Маяковского. В 1967-1993 годах — доцент Киргизского государственного института искусств имени Б. Бейшеналиевой. В 1993-1996 годах — педагог в Кыргызской национальной консерватории.
На сцене Киргизского государственного театра оперы и балета поставил множество оперных спектаклей: «Айчурек», «Токтогул» и «Манас» (В.Власов, А.Малдыбаев, В.Фер); «Аида», «Травиата» и «Риголетто» (Дж.Верди); «Чио-Чио-Сан», «Тоска» (Дж. Пуччини); «Кармен» (Ж. Бизе); «Борис Годунов» (Н. Мусоргский); «Евгений Онегин», «Иоланта», «Пиковая дама» и «Черевички» (П. И. Чайковский), «Князь Игорь» (И. Бородин) и другие.
«Айчурек», «Токтогул» и «Манас» В. Власова, А. Малдыбаева, В. Фере; «Аида», «Травиата» и «Риголетто» Дж. Верди; «Чио-Чио-Сан», «Тоска» Дж. Пуччини; «Кармен» Ж. Бизе; «Борис Годунов» Н. Мусоргского; «Евгений Онегин», «Иоланта», «Пиковая дама» и «Черевички» П. И. Чайковского, «Князь Игорь» И. Бородина и другие.

## Награды
- Народный артист Киргизской ССР (1967)
- Заслуженный деятель искусств Киргизской ССР (1958)
- Орден Трудового Красного Знамени (01.11.1958)
- Медаль «Данк» (22.05.1998)[3]